# Зелинский, Сергей Леонидович
Сергей Леонидович Зелинский (укр. Сергій Леонідович Зелінський; 20 января 1972, Чернигов, Украинская ССР, СССР) — советский, украинский и российский футболист.

## Клубная карьера
Сергей Зелинский родился в Чернигове и является воспитанником местной ДЮСШ. Дебютировал в местной команде «Десна» , выступавшей в то время во второй лиге СССР, в 1989 году, и выступал в ее составе до 1991 года. В украинском чемпионате Зелинский дебютировал в сентябре 1992 года в клуб Высшей лиги «Торпедо» из Запорожья. Сыграв за команду 10 матчей чемпионата, Сергей Зелинский становится игроком команды Второй лиги «Таврия» из Херсона. За эту команду футболист играл в течение полутора лет, однако не стал в ней основным игроком, и с начала 1995 вернулся в состав черниговской «Десны», которая в то время выступала в Первой украинской лиге. Однако за время выступлений Зелинский также не стал игроком основы команды, и с начала 1997 играл за черниговские любительские команды «Домостроитель» и «Текстильщик». В 1998 году Сергей Зелинский играл в клубе высшего белорусского дивизиона «Торпедо-Кадино» из Могилёва. После возвращения в Украину футболист играл за любительские команды ГПЗ из Варвы и «Сула» из Лубен. С июля 1999 года Зелинский играл за клуб первой лиги «Волынь» из Луцка , однако за полгода покидает команду и становится игроком российского клуба Второй лиги «Тюмень» из одноименного города. После возвращения в Украину футболист снова играл за любительские клуб из Варвы, ГПЗ, который теперь назывался «Факел-ГПЗ» и за «Дружба-Нова», и завершил выступления на футбольных полях.